# Twierdza bełogradczycka
Twierdza bełogradczycka (bułg. Белоградчишка крепост, Belogradchishka krepost) – starożytna twierdza znajdująca się ok. 1,5 km od Bełogradcziku. Została zbudowana na terenie Skał bełogradczyckiech.

## Historia
Twierdza nazywana też inaczej Kaleto została zbudowana podczas panowania Imperium Rzymskiego w III w n.e. Budowniczowie wykorzystali naturalne skały wysokie nawet na 70 m, budując mury tylko od północnego zachodu i południowego wschodu. Zadaniem twierdzy było nadzorowanie drogi z Ratiaria. W czasach rzymskich powstała tylko cytadela. Gdy w 395 nastąpił podział Cesarstwa Rzymskiego, twierdza przeszła pod panowanie Bizancjum. W drugiej połowie XIV wieku podczas panowania króla Bułgarii Iwana Stracimira twierdza została rozbudowana. Zdobyta w 1396 roku przez Imperium Osmańskie podczas podboju Bułgarii i rozbudowana. W latach 1805–1837 twierdza została rozbudowana i zrekonstruowana pod nadzorem francuskich i włoskich inżynierów, tak aby umożliwić użycie broni palnej. W ścianach fortyfikacji na wysokości 10 metrów umieszczono strzelnice. Zbudowano też 3 bastiony, z których każdy pozwalał na użycie 15-16 armat. W czasie wojny liczba obrońców twierdzy i okolicznych wzgórz liczyła do 3000 osób. Na pamiątkę przebudowy umieszczono tablice z napisami w języku bułgarskim i tureckim, co jest jedynym takim przypadkiem w twierdzach tureckich. W 1885 roku twierdza wzięła udział w wojnie serbsko-bułgarskiej.

## Opis
Mury twierdzy mają ponad 2 metry grubości przy fundamencie i sięgają do 12 m wysokości. Twierdza ma trzy oddzielne dziedzińce połączone ze sobą bramami i łączną powierzchnię 10 210 m². Prowadzą do niej dwie główne bramy – Vidin Kapia i Nish Kapia.